# British Commonwealth Heavyweight Championship
Il British Commonwealth Heavyweight Championship, nato come NWA British Commonwealth Heavyweight Championship è un titolo della federazione Torture Chamber Pro Wrestling, attiva in Canada.
Il titolo è attivo dal 2003, anno in cui fu introdotto dai territori inglesi della National Wrestling Alliance.

## Storia
Il titolo fu introdotto nel 2003 con il nome di NWA British Commonwealth Heavyweight Championship all'interno delle federazioni inglesi che fungevano da territori della NWA, ovvero NWA UK Hammerlock e NWA Ireland. La caratteristica principale del titolo era la totale assenza di controllo creativo da parte della dirigenza della NWA e la possibilità di essere promosso in più continenti: nonostante fosse stato concepito come prerogativa britannica, dopo pochi mesi iniziò ad essere promosso anche nelle federazioni canadesi NWA Quebec e Elite Canadian Championship Wrestling, e dal 2006 anche nella australiana NWA Pro.
La NWA ritirò ufficialmente il riconoscimento del titolo nel gennaio 2019; la Torture Chamber Pro Wrestling, che aveva adottato il titolo nel 2013, continuò a riconoscerlo e promuoverlo con il nome di British Commonwealth Heavyweight Championship, pur utilizzando saltuariamente la dicitura NWA.

## Albo d'oro
| Legenda  |                                                                               |
| -------- | ----------------------------------------------------------------------------- |
| #        | Indica il numero del regno titolato                                           |
| Regno    | Viene indicato il numero del regno del campione                               |
| Data     | La data in cui il titolo è stato vinto                                        |
| Località | Indica il luogo in cui il titolo è stato vinto                                |
| Note     | Indica notizie particolari riguardanti i cambi di titolo o altre informazioni |

### NWA British Commonwealth Heavyweight Championship (2003-2019)
| #  | Campione      | Regno | Data              | Giorni | Località                          | Evento                         | Note | Fonti |
| -- | ------------- | ----- | ----------------- | ------ | --------------------------------- | ------------------------------ | --- | ----- |
| 1  | Spyder        | 1     | 10 ottobre 2003   | 357    | Parkersburg, Virginia Occidentale | 55º Anniversario               | Nato come NWA British Commonwealth Heavyweight Championship. In un torneo per decretare il campione inaugurale, sconfiggendo in finale Fergal Devitt. La NWA non consentì a Spyder di difendere il titolo a causa di un finale controverso e ad una disputa con la NWA UK Hammerlock. |       |
| —  | Vacante       | —     | 1 ottobre 2004    | —      | —                                 | —                              | Il titolo fu reso vacante dalla NWA a causa di una disputa sui diritti creativi con la NWA UK Hammerlock. |       |
| 2  | Dry Onyx      | 1     | 15 ottobre 2004   | 12     | Winnipeg, Manitoba                | 56º Anniversario               | In uno spareggio per riassegnare il titolo, sconfiggendo Will Phoenix. |       |
| 3  | Fergal Devitt | 1     | 27 ottobre 2004   | 3      | Cardiff, Galles                   | House show                     | |       |
| 4  | Dru Onyx      | 2     | 30 ottobre 2004   | 343    | Ashford, Kent                     | House show                     | |       |
| 5  | Fergal Devitt | 2     | 8 ottobre 2005    | 155    | Nashville, Tennessee              | 57º Anniversario               | |       |
| 6  | Karl Anderson | 1     | 12 marzo 2006     | 91     | Santa Monica, California          | House show                     | |       |
| 7  | Alex Koslov   | 1     | 11 giugno 2006    | 28     | Santa Monica, California          | House show                     | |       |
| 8  | Justin White  | 1     | 9 luglio 2006     | 49     | Santa Monica, California          | House show                     | |       |
| 9  | Paul Tracey   | 1     | 27 agosto 2006    | 426    | Bray, Irlanda                     | House show                     | |       |
| 10 | Dru Onyx      | 3     | 27 ottobre 2007   | 819    | St. Albans, Vermont               | House show                     | |       |
| 11 | Adam Pearce   | 1     | 23 gennaio 2010   | 50     | Québec, Québec                    | House show                     | |       |
| 12 | Dru Onyx      | 4     | 14 marzo 2010     | --     | --                                | --                             | Il titolo fu riassegnato d'ufficio a Onyx quando Pearce vinse il NWA World Heavyweight Championship. |       |
| —  | Vacante       | —     | novembre 2013     | —      | —                                 | —                              | Il titolo fu reso vacante per motivi non noti. |       |
| 13 | Pat Guènette  | 1     | 3 novembre 2013   | 692    | Laval, Québec                     | A Day to Remember              | In uno spareggio per riassegnare il titolo, sconfiggendo Jake Matthews. |       |
| 14 | Paul Tracey   | 2     | 26 settembre 2015 | 0      | Montréal, Québec                  | Straight Outta Chamber         | |       |
| 15 | Stew Korvus   | 1     | 26 settembre 2015 | 287    | Montréal, Québec                  | Straight Outta Chamber         | |       |
| 16 | Pat Guènette  | 2     | 9 luglio 2016     | 308    | Montréal, Québec                  | Harley Davidson Rimouski       | |       |
| 17 | Antonio Corsi | 1     | 13 maggio 2017    | 190    | Montréal, Québec                  | Montréal Mayhem                | | [ 2 ] |
| —  | Vacante       | —     | novembre 2017     | —      | —                                 | —                              | Il titolo fu reso vacante per motivi non noti. |       |
| 18 | Alex North    | 1     | 19 novembre 2017  | 202    | Montréal, Québec                  | Showcase Sunday                | In uno spareggio per riassegnare il titolo, sconfiggendo Dom Boulanger. | [ 3 ] |
| 19 | Dom Boulanger | 1     | 9 giugno 2018     | 190    | Montréal, Québec                  | Gala de Lutte contre le Cancer | | [ 4 ] |
| 20 | Genesis       | 1     | 16 dicembre 2018  | 174    | Montréal, Québec                  | Showcase Sunday                | La NWA cessò di riconoscere il titolo nel gennaio 2019 in seguito al termine della collaborazione con la Torture Chamber, che continuò a promuovere il titolo senza l'appellativo NWA.                                                                                                | [ 5 ] |

### British Commonwealth Heavyweight Championship (2019-)
| #  | Campione     | Regno | Data            | Giorni | Località         | Evento                         | Note                                                               | Fonti  |
| -- | ------------ | ----- | --------------- | ------ | ---------------- | ------------------------------ | ------------------------------------------------------------------ | ------ |
| 21 | Mike Marston | 1     | 8 giugno 2019   | 140    | Montréal, Québec | Gala de Lutte contre le Cancer |                                                                    | [ 6 ]  |
| —  | Vacante      | —     | 26 ottobre 2019 | —      | —                | —                              | Il titolo fu reso vacante per motivi non noti.                     |        |
| 22 | Dru Onyx     | 5     | 26 ottobre 2019 | 867    | Montréal, Québec | Straight Outta Chamber         | In uno spareggio per riassegnare il titolo, sconfiggendo Genesis.  | [ 7 ]  |
| —  | Vacante      | —     | 11 marzo 2022   | —      | —                | —                              | Il titolo fu reso vacante per motivi non noti.                     |        |
| 23 | Bjorg Haaken | 1     | 4 dicembre 2022 | 161    | Montréal, Québec | Showcase Sunday                | In uno spareggio per riassegnare il titolo, sconfiggendo Dru Onyx. | [ 8 ]  |
| 24 | Dru Onyx     | 6     | 14 maggio 2023  | 357    | Montréal, Québec | Showcase Sunday                |                                                                    | [ 9 ]  |
| 25 | Wilson Colas | 1     | 5 maggio 2024   | 311+   | Montréal, Québec | Pandemonium                    |                                                                    | [ 10 ] |